# Periaman pilosus
Periaman pilosus är en insektsart som beskrevs av William Lucas Distant. Periaman pilosus ingår i släktet Periaman och familjen hornstritar. Inga underarter finns listade i Catalogue of Life.